# Thinophilus duplex
Thinophilus duplex är en tvåvingeart som beskrevs av Octave Parent 1935. Thinophilus duplex ingår i släktet Thinophilus och familjen styltflugor. Inga underarter finns listade i Catalogue of Life.